# موسم حرائق الغابات 2019
يتضمن موسم حرائق الغابات لعام 2019 حرائق الغابات في قارات متعددة.

## قائمة حرائق الغابات
تشمل الأحداث خلال الموسم ما يلي:
أفريقيا
- 2019 حرائق جزر الكناري ، أسبانيا

آسيا
- 2019 حرائق غابات بانديبور، الهند
- حرائق جوسونج عام 2019، كوريا الجنوبية
- حرائق الغابات في سيبيريا عام 2019، روسيا
- حرائق الغابات في فيتنام 2019

- تسببت سلسلة حرائق الغابات في ضباب جنوب شرق آسيا في عام 2019.

أوروبا
- حرائق الغابات في المملكة المتحدة

أمريكا الشمالية
- حرائق الغابات في ألاسكا 2019، الولايات المتحدة
- 2019 حرائق ألبرتا،[1] كندا
- حرائق كاليفورنيا في عام 2019، الولايات المتحدة
- 2019 حرائق واشنطن، الولايات المتحدة
- يوليو-أغسطس حريق بين سيسيميوت وكانجيرلوسواك في كانجيرلارسوك توليك، جرينلاند[2]

أمريكا الجنوبية
حرائق غابات الأمازون 2019
أوقيانوسيا
- 2018-1919 موسم حرائق الغابات الأسترالي
- حرائق نيلسون ، نيوزيلندا